# Operación Chrome Dome

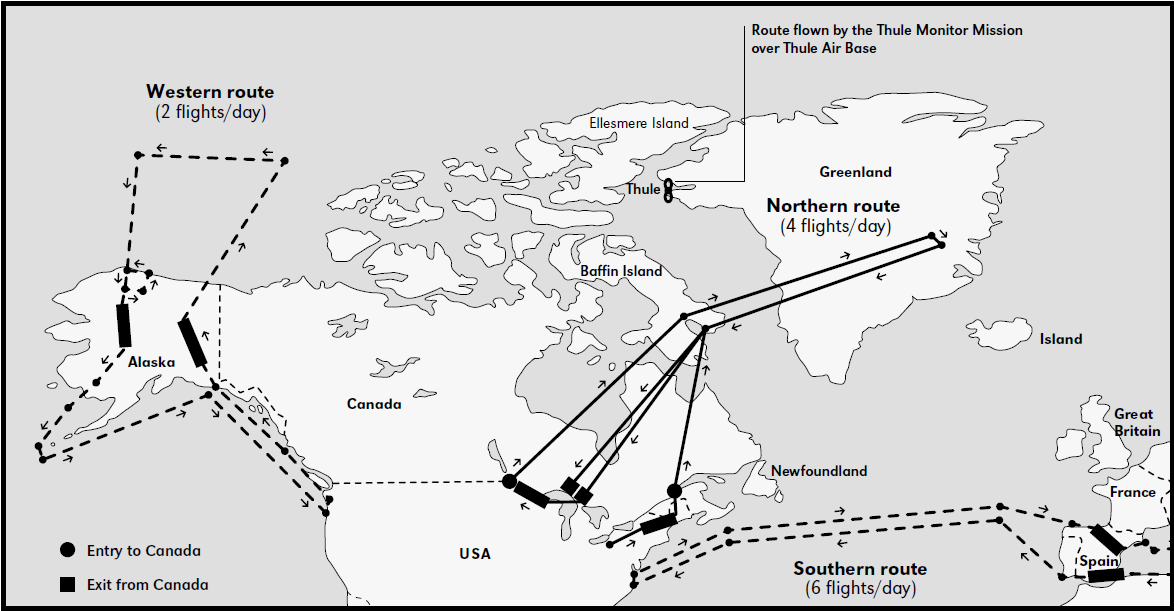
Descripción en 1966 de la Operación Chrome Dome, vuelos relacionados o derivados

Operación Chrome Dome, iniciada en 1960 fue uno de los programas de alerta global llevado a cabo por la Fuerza Aérea de los Estados Unidos durante la Guerra Fría, el programa consistía en varios bombarderos estratégicos B-52 Stratofortress armados con armas termonucleares con objetivos asignados en la Unión Soviética, volando en horarios que garantizaran un número considerable de aviones en el aire, en el caso del estallido de la Tercera Guerra Mundial.

## Antecedentes
Originalmente se inició en 1958 con nombres código como  Head Start, Chrome Dome, Hard Head, Round Robin y la Operación Lanza Gigante. Hasta una docena de bombarderos volaban continuamente, con misiones de 20 y 23 horas por encima del círculo polar ártico y el Mar Mediterráneo.

## Misión primaria
Un B-52D saldría de la base aérea Sheppard en Texas, y volaría a través de Estados Unidos a Nueva Inglaterra y al océano Atlántico. El B-52 podría abastecerse de combustible sobre el Atlántico hacia el norte, alrededor de Terranova. Cambiaría de rumbo y volaría hacia el noroeste sobre la bahía de Baffin hacia la base aérea de Thule, Groenlandia. En este punto volaría hacia el oeste a través de las islas de la Reina Isabel de Canadá. Continuando a Alaska para repostar en el océano Pacífico, seguir al sureste y volver a Sheppard AFB.

## Unidades militares

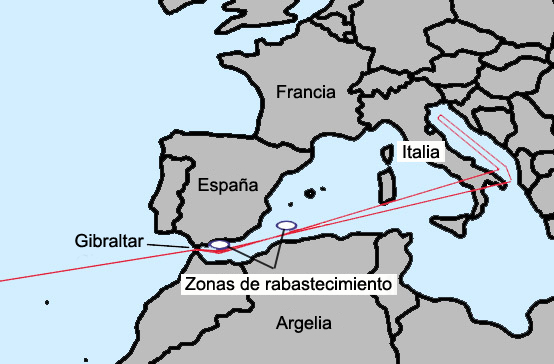
Vía aérea de los B-52 entre Homestead y Italia.

Las siguientes unidades militares estaban involucradas:
- Mando Aéreo Estratégico, divisiones:
  - 306th Bombardment Wing
  - 494th Bombardment Wing
  - 821st Strategic Aerospace Division
  - 822d Air Division
- Base Aérea Homestead
- Comando Aéreo Estratégico del Reino Unido

## Accidentes
El programa estuvo involucrado en los siguientes accidentes con armas nucleares:
- 1961 Goldsboro[5]
- 1961 Yuba City
- 1964 Mountain Savage B-52[Notes 1]
- 1966 Palomares
- 1968 Base aérea de Thule

El accidente de Thule marcó el final del programa el 22 de enero de 1968.